# Operation Solare
Die Operation Solare war eine multinationale Operation gegen den Drogenhandel, die im September 2008 nach einer Dauer von 15 Monaten abgeschlossen wurde. Die Operation wurde von Polizei- und Anti-Drogeneinheiten der USA, Mexikos, Italiens und Guatemalas hauptsächlich gegen das Golf-Kartell (span.: Cártel del Golfo) und die Mafia-Organisation ’Ndrangheta in der Region Kalabrien in Italien geführt.

## Ablauf und Ergebnis
In den USA wurde die Operation Project Reckoning genannt. Im Zuge der Operation wurden am 16. und 17. September 2008 mehr als 200 Personen inhaftiert, davon 175 in Italien und allein 43 in Atlanta, der Hauptstadt des US-Staates Georgia. Weitere Personen wurden in Mexiko und Guatemala festgenommen.
Nach Angaben der Drug Enforcement Administration wurden Drogen im Umfang von mehr als 16 Tonnen Kokain, 23,3 Tonnen Marihuana, 450 kg Methamphetamine und 9 kg Heroin sichergestellt. Beschlagnahmt wurden weiterhin 176 Fahrzeuge und 167 Waffen. Beschlagnahmt wurde auch ein Geldvermögen in Höhe von 60,1 Millionen US-$. Mit dieser Operation konnten die transatlantischen Drogenkartelle wesentlich geschwächt werden. Drei führende Kartellgruppen, ihre personelle Struktur und ihre Organisationsstruktur konnten identifiziert werden.